# Гоґун Похмурий
Гоґун Похмурий (англ. Hogun the Grim) — вигаданий персонаж з коміксів американського видавництва Marvel Comics. Один з учасників команди Трійка воїнів, тріо асґардійських авантюристів та персонажів, що періодично допомогають Тору Одінсону, спадкоємцю трону.
Актор Асано Таданобу зобразив асґардійця на широкому екрані у таких фільмах, які входили до кіновсесвіту Marvel, як: «Тор» (2011), «Тор: Царство темряви» (2013) та «Тор: Раґнарок» (2017).

## Історія публікації
Гоґун був вигаданий коміксистами Стеном Лі й Джеком Кірбі, тож вперше з'явився в коміксі «Journey into Mystery» #119 (серпень 1965).
Сценарист Стен Лі бачив його схожим за деякими рисами з персонажами, яких грав актор Чарльз Бронсон.

## Вигадана біографія
Гоґун — найрозумніший член Трійки воїнів, яка складалася з асів, Фандрала Стрімкого і Вольстаґґа. Ці троє воїнів доблесно билися пліч-о-пліч зі склепінчастими героями, такими як Леді Сіф, Бальдер Хоробрий, Геймдалл і бог грому Тор.
Гоґун і його загін вважалися загиблими після того, як Тор запустив Раґнарок. Насправді ж його душа, як і всіх інших, хто загинув під час Раґнарока, якимось чином потрапила до людської істоти. Коли Тор повернувся з мертвих і почав повертати до життя інших асів. Гоґун був одним з перших знайдених і звільнених, разом з двома своїми друзями Вольстаґґом і Фандралом. Зараз він проживає в Новому Асґарді, який Тор реконструював біля старого шосе 66 в Оклахомі.